# 哈里發·蘇丹

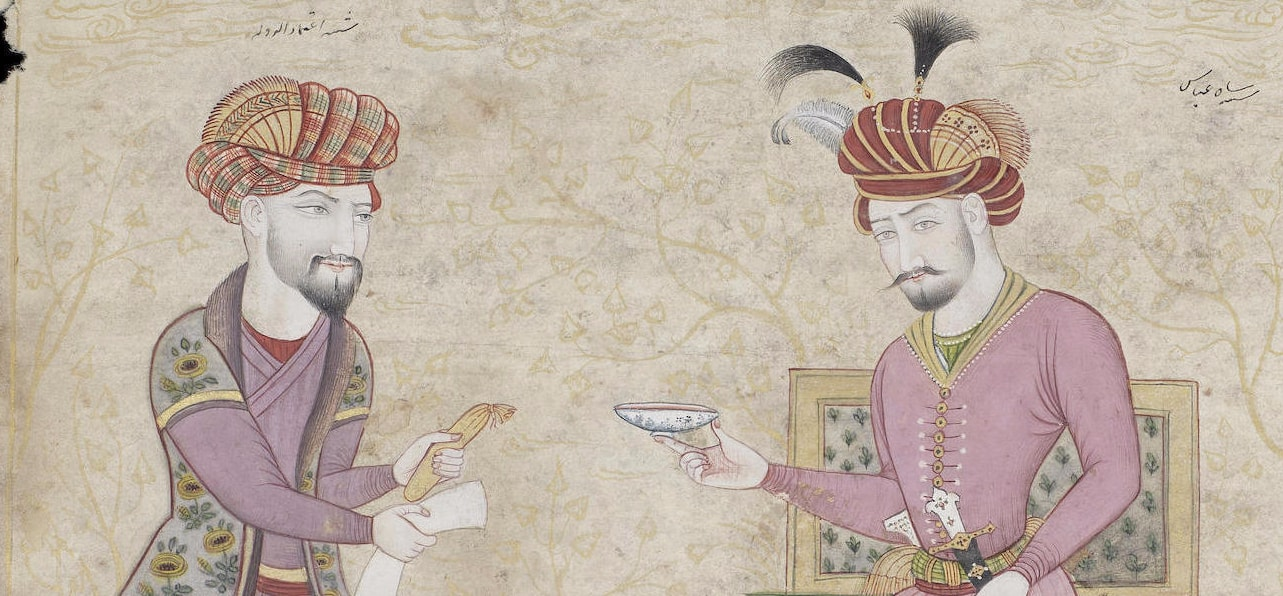
一幅19世紀的德里畫作，畫中人物極可能是薩法維帝國大維齊爾哈里發·蘇丹（左），以及阿拔斯二世（右）

賽義德·阿拉丁·侯賽因（波斯語：‎，約1592年－1654年3月5日）是一位伊朗人政治家與神職人員，他以哈里發·蘇丹（‎）之名廣為人知，其曾於薩法維帝國君主阿巴斯一世、薩非和阿拔斯二世統治時期，兩度出任帝國的大維齊爾。
哈里發·蘇丹出身顯赫的賽義德家族，為位於馬贊德蘭地區馬拉什王朝皇室的直系後裔，他是一位受過良好教育的文人，在1623年或1624年被任命為薩法維帝國的大維齊爾。
然而於1632年，哈里發·蘇丹被新登基的沙阿薩非羞辱並流放。後來，哈里發·蘇丹在1645年被薩非的兒子兼繼承者阿巴斯二世再度任命為大維齊爾，並成為阿巴斯二世親密的夥伴，於朝中擁有巨大的影響力。1654年3月5日，哈里發·蘇丹因病於馬贊德蘭去世，由穆罕默德·貝格接替其職位。